# Sant Salvador de Rojals
Sant Salvador de Rojals és un edifici del poble de Rojals, al municipi de Montblanc (Conca de Barberà) protegida com a bé cultural d'interès local.

## Descripció
Es tracta d'una església originàriament d'una sola nau amb absis semicircular a la capçalera. En períodes posteriors s'obriren capelles laterals a banda i banda dels peus i del presbiteri. El campanar, de planta quadrada i alçat hexagonal, està situat a la façana occidental. Els carreus són irregulars i es col·loquen de manera irregular. A l'interior presenta uns arcs faixons de guix que no es corresponen amb l'estructura. La portada primitiva no s'ha conservat. L'església presenta una de les tipologies més emprades a la comarca durant el segle xii. El campanar i les capelles són molt posteriors.